# Station Guillerval
Station Guillerval is een spoorwegstation in de Franse gemeente Guillerval.